# Richard Beauthier
Richard Louis Mathieu Ghislain Beauthier (Sint-Joost-ten-Node, 5 november 1913 - Ganshoren, 29 november 1999) was een Belgisch volksvertegenwoordiger, senator en burgemeester.

## Levensloop
Richard Beauthier volbracht zijn middelbare studies aan het Atheneum van Elsene en behaalde het diploma van doctor in de rechten voor de Middenjury. In 1939 werd hij advocaat bij de Balie van Brussel. Hij trouwde in 1942 met Irène Walravens en ze kregen vier kinderen.
In 1945 werd Beauthier lid van de Parti Social Chrétien en in 1952 werd hij gemeenteraadslid in Ganshoren. In 1959 werd hij eerste schepen van zijn gemeente, in een coalitie met de liberalen. In 1960 overleed de liberale burgemeester en volgde Beauthier hem op. In 1964 behaalde hij de meerderheid en de CVP-PSC bestuurde de gemeente tot in 2000. Vervolgens, opnieuw in een coalitie, behield hij het burgemeesterschap tot aan zijn dood in 1999.
Van 1954 tot 1965 was Beauthier provincieraadslid van Brabant. Daarna begon hij aan een parlementaire carrière. Van 1965 tot 1968 en van 1973 tot 1974 zetelde hij als rechtstreeks gekozen senator voor het arrondissement Brussel in de Senaat en van 1974 tot 1978 was hij lid van de Kamer van volksvertegenwoordigers. Bovendien was hij van 1971 tot 1988 lid van de Brusselse Agglomeratieraad en zetelde hij van 1989 tot 1995 in de Brussels Hoofdstedelijke Raad. Hij werd ondervoorzitter van de agglomeratieraad.
Bij de regionale verkiezingen van 1999 was hij kandidaat op de lijst Vivant, maar werd niet verkozen. Hij keerde daarop naar de PSC terug maar overleed kort daarop.
Er is een Fonds Richard Beauthier opgericht dat tot doel heeft de jongeren in Ganshoren aan te moedigen, die ofwel hoogbegaafd zijn of tot minderbedeelde gezinnen behoren en universitaire studies willen aanvatten.